# Ano Doliana
Ano Doliana (Ano che significa "Superiore", in greco Άνω Δολιανά?) o semplicemente Doliana, è un villaggio montuoso costruito in pietra nel comune di Kynouria settentrionale, nell'Arcadia orientale, in Grecia. A partire dal 2011 aveva 90 abitanti. È un insediamento tradizionale protetto.
Era la residenza principale dei coloni, ma oggigiorno solo una manciata di loro rimane tutto l'anno, poiché la maggior parte lo usa come residenza estiva e invece sverna a Kato Doliana a causa del clima più mite. Negli ultimi anni è emersa come una destinazione turistica relativamente popolare, con un numero significativo di visitatori, soprattutto durante i fine settimana della stagione invernale.

## Geografia
L'insediamento si trova nella periferia sud della pianura di Tripoli. Si estende ad un'altitudine compresa tra 950 e 1.050 metri, costruita in modo anfiteatro sulle pendici settentrionali del monte Parnon, piena di abeti, castagni, platani e ciliegi, circondata da insenature e piccole cascate. Il villaggio si sviluppa in due quartieri e si affaccia sull'altopiano di Tripoli, con l'orizzonte visivo che raggiunge le montagne di Menalo, Artemisio, Chelmos ed Erimanto.

## Sport

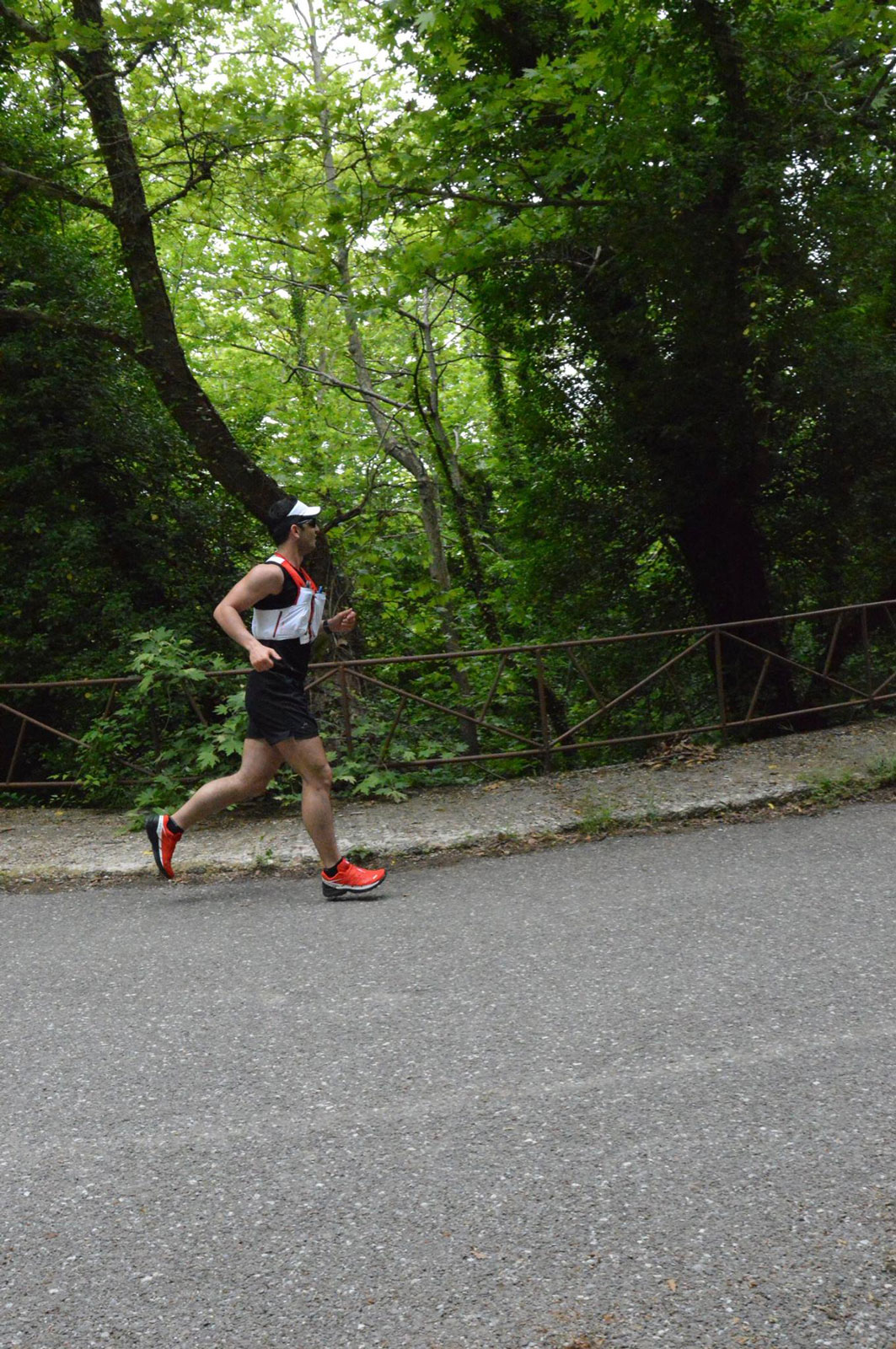
Istantanea della mezza maratona di montagna di Doliana

Dal 2015 si svolge una mezza maratona di montagna annuale, di solito tra la fine di maggio a metà giugno, insieme a una gara di 5 km per i corridori meno esperti e una gara di 1000 m per i bambini. È un evento che è stato aggiornato dal 2017 ed è sotto l'egida di SEGAS, l'organo di governo della Grecia per gli sport amatoriali

## Attività

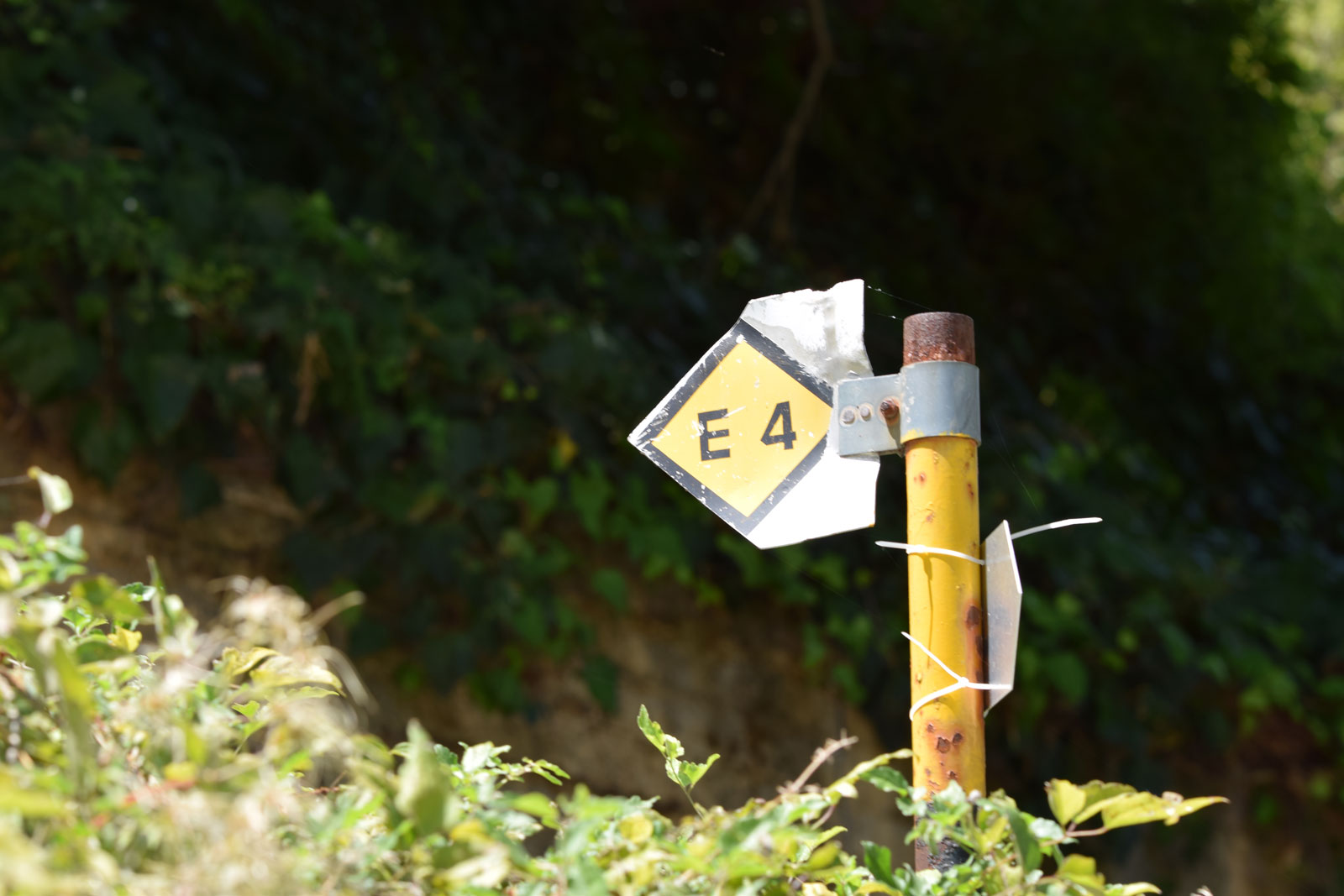
E4 percorso europeo segno in Ano Doliana

Il Sentiero europeo E4 attraversa la Doliana, rendendolo il luogo ideale per le escursioni.
Adagiata sul bordo più settentrionale del monte Parnon, Doliana funge anche da punto di partenza per Parnon Trail, un percorso di trekking lungo 200 chilometri che si basa su vecchi sentieri della regione ed è attualmente in fase di risveglio da gruppi di volontari locali. Attraversa tutta la catena montuosa di Parnon in tutta l'area più ampia di Cynuria, unendo la montagna e il mare lungo il suo percorso.